# William Russell (Mediziner)
William Russell  (* 22. April 1852 in Douglas, Isle of Man; † 11. August 1940 in Edinburgh) war ein schottischer Arzt und Pathologe. Er war Professor an der University of Edinburgh und Präsident des Royal College of Physicians of Edinburgh. William Russell war 1889 Erstbeschreiber eosinophiler Zelleinschlüsse, die bei verschiedenen Tumoren und bei chronisch-entzündlichen Krankheiten vorkommen. Sie werden noch heute nach ihm als Russell-Körperchen bezeichnet werden und sind typisches Merkmal der Mott-Zellen.
Russell begann seine Ausbildung an den Akademien von Wick und Thurso. 1876 graduierte er in Edinburgh und arbeitete anschließend als Hausarzt und als Pathologe am General Hospital Wolverhampton. Nach seiner Rückkehr nach Edinburgh beschäftige er sich vor allem mit der Pathologie und wurde 1913 als Professor an die dortige Universität berufen, wo er bis zu seiner Emeritierung 1919 tätig war.

## Russell-Körperchen
Sie heißen auch Russell-Krukenberg-Körperchen nach Friedrich Ernst Krukenberg (1871–1946). Im Englischen heißen sie fuchsin bodies oder Russell bodies. Es handelt sich dabei um gut anfärbbare azidophile Immunglobulin-Einschlüsse in degenerierenden Plasmazellen. Man vermutete damals Globulinmukoproteid-Komplexe. Sie kommen in entzündlichen-metaplastischen Geweben (zum Beispiel in Rhinoskleromen) und in Neoplasmen vor. Früher hielt man sie deswegen fälschlich für Krebserreger.
Neuerdings werden sie beschrieben als mit sauren Farbstoffen gut anfärbbare rundliche Einschlüsse im Cytoplasma von Plasmazellen, die Anhäufungen von Immunglobulin im endoplasmatischen Retikulum darstellen.
In der aktuellen Fachliteratur wird die Russell-Körper-Gastritis (englisch: Russell body gastritis, abgekürzt: RBG) beschrieben. Es ist eine Schleimhautläsion des Magens unbekannter Ätiologie, die endoskopisch wie ein Pseudotumor imponiert. Histologisch finden sich zahlreiche Plasmazellen mit typischen Russell-Körperchen, die Kappa-Leichtketten und Lambda-Leichtketten exprimieren. Bislang wurden nur zehn Fälle beschrieben. Sieben dieser zehn Fälle waren mit Helicobacter pylori assoziiert; einige Patienten gesundeten nach der medikamentösen Eradikation dieser Magenbakterien. Die Läsionen können mit malignen Veränderungen verwechselt werde, sind aber gutartig.